# UFC Fight Night: Lewis vs. Abdurakhimov
UFC Fight Night: Lewis vs. Abdurakhimov (también conocido como UFC Fight Night 102) fue un evento de artes marciales mixtas organizado por Ultimate Fighting Championship. Se llevó a cabo el 9 de diciembre de 2016 en el Times Union Center, en Albany, New York.

## Historia
El evento estelar enfrentó a los pesos pesados Derrick Lewis y Shamil Abdurakhimov.
El evento coestelar enfrentó a los también pesos pesados Francis Ngannou y Anthony Hamilton.

## Premios extra
Los siguientes peleadores obtuvieron premios extra de $50 000:
- Pelea de la Noche: Gian Villante vs. Saparbek Safarov
- Actuación de la Noche: Francis Ngannou y Gerald Meerschaert